# Emil Binder
Emil Binder (* 11. Dezember 1901; † nach 1945) war ein deutscher Kommunalpolitiker der NSDAP. Er war von 1934 bis 1945 Oberbürgermeister der Stadt Köslin in Pommern.

## Leben
Zum 13. Dezember 1927 trat Binder der NSDAP bei (Mitgliedsnummer 71.945). Am 16. Mai 1934 wurde Binder als bisheriger Bürgermeister für zwölf Jahre als Oberbürgermeister von Köslin vereidigt. Er blieb bis gegen Kriegsende 1945 im Amt, musste aufgrund seiner 1943 erfolgten Einberufung zur deutschen Wehrmacht im selben Jahr jedoch von Ernst Kröning vertreten werden.